# Gerhard Cromme

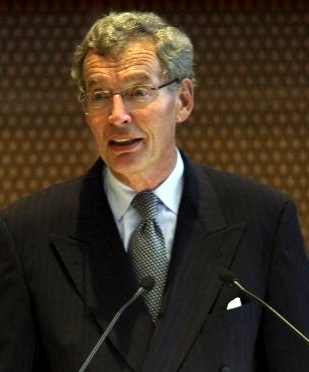
Gerhard Cromme (2006)

Gerhard Cromme (* 25. Februar 1943 in Vechta) ist ein deutscher Wirtschaftsmanager. Er ist Vorsitzender und Mitglied im Aufsichtsrat großer deutscher Unternehmen.

## Leben
Cromme studierte von 1962 bis 1971 Jura und Volkswirtschaftslehre in Münster, Lausanne, Paris und Harvard, wo er einen dreimonatigen PMD-Fortbildungskurs (Program for Management Development) belegte. In Münster wurde er Mitglied der katholischen Studentenverbindung KStV Germania im KV. Nach dem 1. und 2. juristischen Staatsexamen wurde er 1969 mit dem Thema „Die Kraftfahrzeughaftpflicht in Frankreich und Deutschland. Eine rechtsvergleichende Untersuchung“ an der Westfälischen Wilhelms-Universität Münster zum Dr. jur. promoviert.

## Manager-Karriere
1971 begann er seinen Berufsweg bei der Compagnie de Saint-Gobain und danach war er Vorsitzender der Geschäftsleitung der Vereinigte Glaswerke GmbH (VEGLA) in Aachen und Stellvertretender Generaldelegierter für das Deutschlandgeschäft von Saint-Gobain.
1986 wechselte er in den Krupp-Konzern, zunächst als Vorsitzender der Krupp Stahl AG in Bochum, zuletzt als Vorsitzender des Vorstands der Fried. Krupp AG Hoesch-Krupp. Im November 1987 stand Cromme einen langen und hart geführten Arbeitskampf durch. Er schloss – gegen den Widerstand der dort beschäftigten Stahlarbeiter – das Werk in Duisburg-Rheinhausen. Jüngere Mitarbeiter wurden in andere Unternehmen der Region verlegt; ältere Arbeitnehmer konnten (vom Staat subventioniert) in Frührente gehen. Die feindliche Übernahme des Ruhr-Konkurrenten Hoesch 1992 basierte maßgeblich auf seiner Initiative.
1999 war er einer der Initiatoren der Fusion von Krupp und Thyssen zur ThyssenKrupp AG. Bis September 2001 war er zusammen mit dem ehemaligen Thyssen-Manager Ekkehard Schulz Vorsitzender des Vorstands von ThyssenKrupp („Doppelspitze“), dann wurde er Aufsichtsrat-Vorsitzender. Cromme bewegte Heinrich Hiesinger (bis dato Siemens), Vorsitzender des Vorstands von ThyssenKrupp zu werden.
Angesichts von Verfehlungen von Topmanagern bei ThyssenKrupp während seiner Amtszeit als Aufsichtsratsvorsitzender legte die Vereinigung der Aufsichtsräte in Deutschland (VARD) ihm am 11. Januar 2013 den Rücktritt vom Amt des Aufsichtsratsvorsitzenden nahe, da sein bisheriger Umgang mit den Skandalen bei ThyssenKrupp „ein falsches Bild auf jene Aufsichtsräte werfe, die mit großer Ernsthaftigkeit und Glaubwürdigkeit versuchen, gute Unternehmensführung zu praktizieren“. Bei der Hauptversammlung der ThyssenKrupp AG wurden unter anderem Cromme und sogar Berthold Beitz kritisiert.
Cromme legte am 8. März 2013 sein Amt mit Wirkung zum 31. März nieder. Sein Nachfolger als Aufsichtsratsvorsitzender wurde Ulrich Lehner.
Cromme wurde im Januar 2003 Mitglied des Aufsichtsrats der Siemens AG und war von 2007 bis 2017 Aufsichtsratsvorsitzender. Sein Nachfolger ist seit Januar 2018 Jim Hagemann Snabe.
Er war Mitglied in folgenden Aufsichtsräten:
Compagnie de Saint-Gobain (bis 6. Juni 2013),
Allianz SE (bis 15. August 2012),
Axel Springer SE (2002 bis April 2014),
Deutsche Lufthansa AG (bis 30. Juni 2007), Hochtief AG (bis 10. Mai 2006), E.ON AG, BNP Paribas, Suez S.A., Volkswagen AG und Thales S.A.
Seit 2017 ist Cromme Vorsitzender des Aufsichtsrates der Auto1 Group SE.
Cromme war bis zum 30. Juni 2008 Vorsitzender der Regierungskommission Deutscher Corporate Governance Kodex und damit maßgeblich am Umbau des deutschen Gesellschafts- und Kapitalmarktrechts beteiligt.
Cromme soll im April 2007 als neu ernannter Aufsichtsratsvorsitzender bei Siemens empfohlen haben, die Vertragsverlängerung des Vorstandsvorsitzenden Klaus Kleinfeld zu verschieben. Dies soll Kleinfeld dazu bewogen haben, seinen Vertrag nicht über den 30. September 2007 hinaus zu verlängern. Als Nachfolger setzte Cromme am 20. April 2007 Peter Löscher ein; zum 1. August 2013 wurde Josef Käser (bis dahin Finanzvorstand) Löschers Nachfolger.
Im August 2010 unterzeichneten Cromme und etwa 40 andere Prominente den Energiepolitischen Appell für eine Laufzeitverlängerung deutscher Kernkraftwerke.
Cromme ist seit 2016 Mitglied des International Advisory Council der ESMT Berlin.

## Privates
Gerhard Cromme ist verheiratet und Vater von vier Töchtern. Er entstammt einer Familie aus Vechta. Sein Vater war Lehrer für Latein und Griechisch. Sein Bruder Ludwig Cromme (* 1951) war bis 2016 Inhaber des Lehrstuhls für Numerische und Angewandte Mathematik an der Brandenburgischen Technischen Universität Cottbus. Seine Schwester Hildegard war mit dem Manager Bernd Thiemann verheiratet. Crommes Onkel Anton, Hans und Carl Cromme waren Landespolitiker, Manager bzw. Kommunalpolitiker. Seit 1986 engagiert sich Cromme in verschiedenen Rotary-Clubs.

## Auszeichnungen
- Jahr unbekannt: Saarlandbotschafter[21]
- 2004: Großes Bundesverdienstkreuz
- 2007: Verdienstorden des Landes Nordrhein-Westfalen
- 2015: Großoffizier der Ehrenlegion[22]

## Publikationen
- Corporate Governance Report 2006, Schäffer-Poeschel 2006, ISBN 3-7910-2579-1, (laufende Reihe mit Ausgaben seit 2002).
- Deutschland aus den Problemen herausführen: Unternehmer zu den drängenden Fragen der Gegenwart; [Initiative für Deutschland], Frankfurter Inst., Stiftung Marktwirtschaft und Politik Bad Homburg 1998, ISBN 3-89015-064-0.